# Walerija Dmitrijewna Dmitrijewa
Walerija Dmitrijewna Dmitrijewa (russisch Валерия Дмитриевна Дмитриева, wiss. Transliteration Valerija Dmitrievna Dmitrieva; * 17. April 1992 in Riga, Lettland) ist eine russische Schauspielerin.

## Leben
Walerija Dmitrijewna Dmitrijewa wurde am 17. April 1992 in Riga, nach anderen Angaben in der Ukraine geboren. Im Alter von drei Jahren zog sie mit ihrer Familie nach Moskau und wuchs dort auf. Ab 2012 wirkte sie in mehreren Episoden in den Fernsehserien Sklifosovskiy, Chkalov und ChS [Chrezvychaynaya situatsiya] mit. 2014 folgte die Rolle der Vera in 40 Episoden der Fernsehserie The Practice. 2015 war sie in der Rolle der Katya in einer größeren Rolle im Horrorfilm Der Fluch der Hexe – Queen of Spades zu sehen. Ab 2014 bis einschließlich 2017 wirkte sie in der Fernsehserie Chernobyl: Zone of Exclusion in der Rolle der Nastya mit. Ab 2019 folgten Besetzungen in derselben Rolle in der Film-Trilogie Chernobyl: Zona otchuzhdeniya, Chernobyl: Zona otchuzhdeniya 2 und Chernobyl: Zona otchuzhdeniya 3. 2020 hatte sie unter anderem eine Episodenrolle in der Fernsehserie The Last Minister inne und spielte im Spielfilm Wächter der Galaxis mit.

## Filmografie (Auswahl)
- 2012: Sklifosovskiy (Склифосовский, Fernsehserie, 24 Episoden)
- 2012: Chkalov (Чкалов, Fernsehserie, 8 Episoden)
- 2012: ChS [Chrezvychaynaya situatsiya] (ЧС. [Чрезвычайная ситуация], Fernsehserie, 24 Episoden)
- 2014: The Practice (Склифосовский/Praktika, Fernsehserie, 40 Episoden)
- 2014–2017: Chernobyl: Zone of Exclusion (Чернобыль: Зона отчуждения/Chernobyl: Zona otchuzhdeniya, Fernsehserie, 8 Episoden)
- 2015: Battery Number One (Единичка/Edinichka)
- 2015: Der Fluch der Hexe – Queen of Spades (Пиковая дама: Чёрный обряд/Pikovaya dama. Chyornyy obryad)
- 2015: Zhena po sovmestitelstvu (Fernsehfilm)
- 2017: The Bride (Невеста/Nevesta)
- 2019: Chernobyl: Zona otchuzhdeniya (Чернобыль: Зона отчуждения. Финал)
- 2019: Detective Syndrome (Потерянные/Poteryannye, Mini-Serie, 2 Episoden)
- 2019: Chernobyl: Zona otchuzhdeniya 2 (Чернобыль: Зона отчуждения 2)
- 2019: Chernobyl: Zona otchuzhdeniya 3 (Чернобыль: Зона отчуждения 3)
- 2020: The Last Minister (Министерство/Posledniy ministr, Fernsehserie, Episode 1x06)
- 2020: Wächter der Galaxis (Вратарь галактики/Vratar galaktiki)